# Biffy Clyro
Biffy Clyro és una banda de rock escocesa formada per Simon Neil i els germans bessons James Johnston i Ben Johnston.
Formats l'any 1995 a la localitat escocesa de Kilmarnock, han gravat un total de 7 discs d'estudi, encara que fou després del llançament de l'àlbum Puzzle l'any 2007, quan el grup va assolir una major popularitat. El 2013 van ser els guanyadors del premi del setmanari NME al millor grup britànic de l'any.
El març de 2016 el grup va anunciar el llançament d'un nou àlbum titulat Ellipsis que va sortir a la venda el 8 de juliol de 2016. El disc es convertí en el seu setè àlbum d'estudi i fou produït per Warner Bros Records i 14th Floor Recordings.
El març de 2020 el grup va anunciar el llançament d'un nou àlbum titulat A Celebration Of Endings, que sortirà a la venda el 15 de maig de 2020. El disc serà el seu vuitè àlbum d'estudi, i junt amb l'anunci el grup presentà el segon single del disc, End Of. El primer single, Instant History també present en el nou àlbum, s'estrenà el febrer de 2020.

## Discografia
Àlbums d'estudi
- Blackened Sky (2002)
- The Vertigo of Bliss (2003)
- Infinity Land (2004)
- Puzzle (2007)
- Only Revolutions (2009)
- Opposites (2013)
- Ellipsis (2016)
- A Celebration of Endings (2020)
- The Myth of the Happily Ever After (2021)

Àlbums en directe
- Revolutions: Live At Wembley (2011)
- Opposites: Live from Glasgow (2013)
- MTV Unplugged: Live At Roundhouse London (2017)

Recopilatoris i cares B
- Singles: 2001-2005 (2008)
- Missing Pieces - The Puzzle B-Sides (2009)
- Lonely Revolutions (2010)
- Blackened Sky B-Sides (2012)
- The Vertigo of Bliss B-Sides (2012)
- Infinity Land B-Sides (2012)
- Similarities (2014)

Àlbums de bandes sonores
- Balance, Not Symmetry (2018)